# The Amazing Spider-Man (игра, 1990)
«The Amazing Spider-Man» (рус. Удивительный Человек-Паук) — компьютерная игра в жанре платформенной-головоломки. Игра была разработана Oxford Digital Enterprises и выпущена в 1990 году для Amiga, а затем портирована на PC: MS-DOS, Commodore 64 и Atari ST. Название было опубликовано Paragon Software.

## Сюжет
Мистерио похитил Мэри Джейн. Чтобы спасти её, Человек-паук должен перемещаться по различным этапам и решать головоломки, разделенные на отдельные действия и представляющие одержимость Мистерио. В разных комнатах часто есть пародии на фильмы.

## Отзывы критиков
| Иноязычные издания | Иноязычные издания |
| Издание            | Оценка             |
| ------------------ | ------------------ |
| Amiga Format       | 77 %               |

Трентон Уэбб из Amiga Format назвал игру «увлекательной платформенной головоломкой».